# Олово
 У природи, олово се најчешће јавља у виду сулфида, PbS, као руда галенит. 
Пржењем се руда преводи у оксид чијом редукцијом настаје сирово олово. Сирово олово садржи: бакар, антимон, арсен, бизмут, цинк, сумпор, калај, сребро и злато. Пречишћавањем сировог олова (најчешће електролитичким путем) добија се чисто олово плавичастобеле боје, само на свежем пресеку је металног сјаја, но брзо потамни од створеног слоја оксида и базног олово(II) карбоната , који га штите од даље оксидације. То је мек метал, велике густине и ниске температуре топљења.
Олово се у дестилованој води не раствара, док се раствара у киселинама са оксидационим дејством (нпр. азотна киселина). При дејству разблажене сумпорне киселине ствара се заштитни слој олово- сулфата PbSO4 те растварање престаје. Алкалије не делују на олово. На ваздуху се фино спрашено олово тзв. пирофорно олово пали само од себе.
Олово (II) оксид се користи за глазирање керамичких производа, за израду минијума, као жута боја у сликарству. Олово се користи за израду лимова, канализационих и водоводних цеви уколико воде нису киселе; њиме се облажу електрични каблови и превлачи посуђе. Олово се користи и у војној индустрији, индустрији боја, за израду оловних акумулатора, за заштиту од рендгенског и радиоактивног зрачења.
Прве мине за оловке правиле су се од оловних руда, али их је у савременом добу заменио неотровни графит, који се комбинује са другим примесама.